# Gasthof Adler (Berkheim)

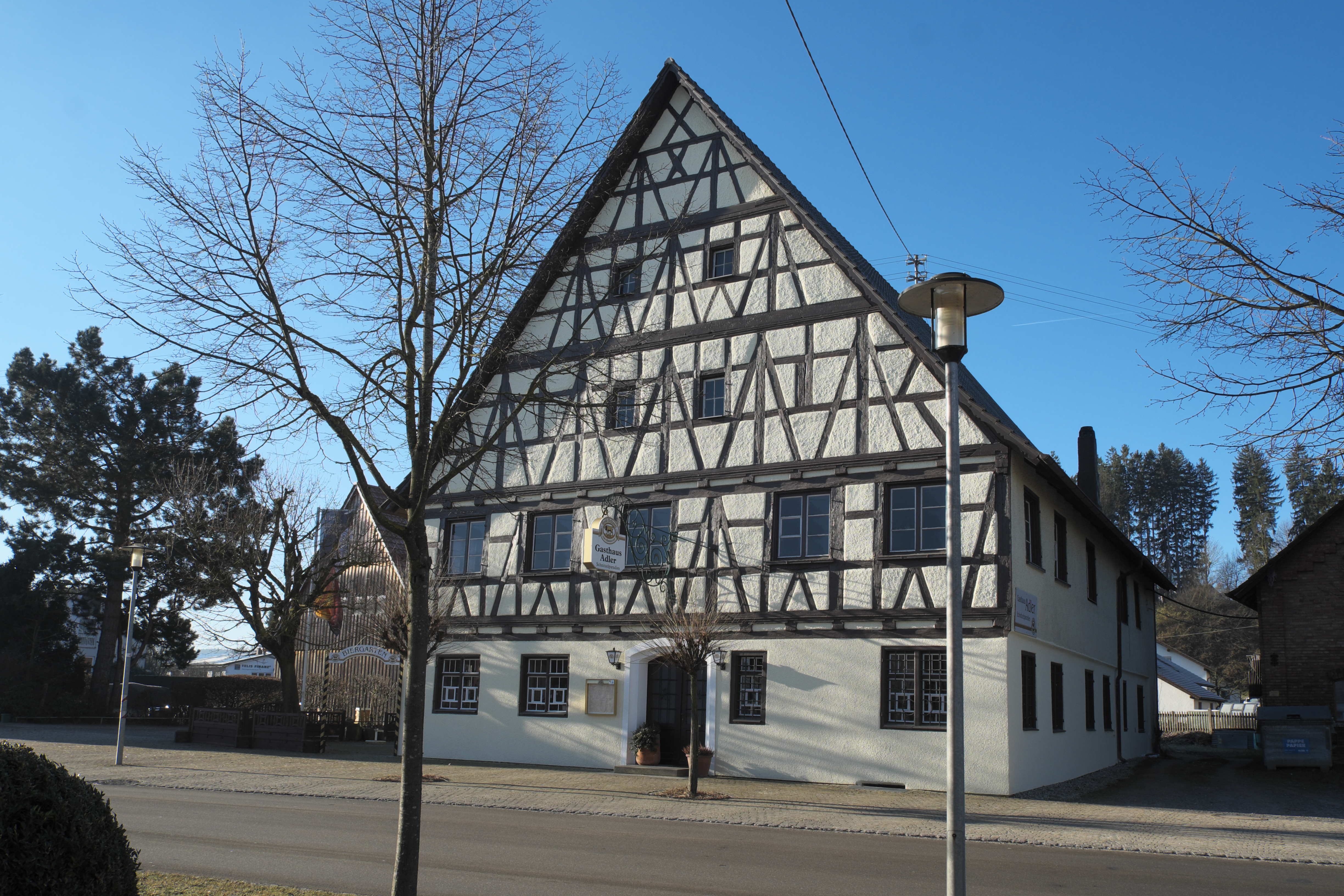
Gasthof Adler in Berkheim

Der Gasthof Adler in Berkheim, einer Gemeinde im baden-württembergischen Landkreis Biberach, wurde im 18. Jahrhundert errichtet. Das Gasthaus an der Hauptstraße 23 ist ein geschütztes Kulturdenkmal.
Das zweigeschossige Fachwerkhaus mit Satteldach und fünf zu fünf Fensterachsen besitzt lediglich Andreaskreuze als Schmuck an der straßenseitigen Giebelfront.